# Mentodus crassus
Mentodus crassus är en fiskart som beskrevs av Parr, 1960. Mentodus crassus ingår i släktet Mentodus och familjen Platytroctidae. Inga underarter finns listade i Catalogue of Life.